# 1729 (số)
1729 là số tự nhiên liền sau 1728 và liền trước 1730. Nó còn được biết là số Hardy-Ramanujan, sau câu chuyện của nhà toán học Anh G. H. Hardy khi ông thăm nhà toán học Ấn Độ Srinivasa Ramanujan ở bệnh viện. Ông kể lại cuộc trò chuyện:
Tôi nhớ một lần đến thăm khi anh ấy bị bệnh ở Putney. Tôi đi trên chiếc taxi mang số 1729 và nói rằng con số này có vẻ buồn tẻ với tôi, và tôi mong rằng nó không phải là một điềm báo xui xẻo. "Không," anh ấy trả lời, "nó là một con số rất thú vị; nó là số nhỏ nhất có thể biểu diễn dưới dạng tổng hai lập phương bằng hai cách khác nhau."

Hai cách đó là:
1729 = 13 + 123 = 93 + 103
Khi trích có người sử dụng cụm từ "số lập phương dương", vì nếu tính số lập phương âm (lập phương của số nguyên âm) thì nghiệm nhỏ nhất là 91 (là một ước của 1729):
91 = 63 + (−5)3 = 43 + 33
Những số nhỏ nhất có thể biểu diễn dưới dạng tổng của hai số lập phương bằng n cách khác nhau được gọi là "số taxi". Con số này cũng xuất hiện trong tập của Ramanujan nhiều năm trước vụ tai nạn, và được chú ý bởi Frénicle de Bessy năm 1657.
Biểu diễn tương tự định nghĩa 1729 là số đầu tiên của dãy "Fermat gần đúng" (dãy số A050794 trong bảng OEIS) liên quan tới Định lý lớn Fermat, là những số dạng 1 + z3 và cũng bằng tổng của hai lập phương khác.

## Tính chất khác
1729 cũng là số Carmichael và là số giả nguyên tố Euler tuyệt đối đầu tiên. Nó cũng là tích của ba số nguyên tố.
1729 là một số Zeisel. Nó là một số lập phương chính giữa, một số thập nhị giác đều, một số 24-giác đều và số 84-giác đều.
Do trong hệ thập phân 1729 chia hết cho tổng các chữ số của nó, 1729 là một số Harshad. Nó cũng có tính chất này trong hệ bát phân (1729 = 33018, 3 + 3 + 0 + 1 = 7) and hexadecimal (1729 = 6C116, 6 + C + 1 = 1910), nhưng không có trong hệ nhị phân và hệ thập nhị phân.
Trong hệ thập nhị phân, 1729 có dạng 1001, nên nghịch đảo của nó có chu kỳ là 6 trong hệ cơ số đó
1729 có một tính chất thú vị khác: chữ số thập phân thứ 1729 bắt đầu cho sự xuất hiện đầu tiên liên tiếp của cả 10 chữ số không lặp trong biểu diễn thập phân của số siêu việt e.
Masahiko Fujiwara chỉ ra rằng 1729 là một trong bốn số nguyên dương (những số khác là 81, 1458, và trường hợp hiển nhiên 1) khi cộng các chữ số lại, tạo ra một tổng mà khi nhân tổng đó với số viết ngược lại tổng cho ra số ban đầu:
1 + 7 + 2 + 9 = 19
19 × 91 = 1729
Để chứng minh, chỉ cần kiểm tra những tổng đồng dư với 0 hoặc 1 (mod 9) không vượt quá 19.

## Sách tham khảo
- Gardner, Martin (1973), Mathematical Puzzles and Diversions , Pelican / Penguin Books, ISBN 0-14-020713-9
- Guy, Richard K. (2004), Unsolved Problems in Number Theory, Problem Books in Mathematics, Vol. 1 (ấn bản thứ 3), Springer, ISBN 0-387-20860-7 - D1 mentions the Hardy–Ramanujan number.